# ترانه‌شناسی حامی
در زیر فهرستی از ترانه‌های اجرا شده و آلبوم‌های ساخته شده توسط حمید حامی قرار دارد.
حامی آلبوم شَک

## آلبوم‌ها

### حامی (۱۳۷۹)
| نام ترانه    | ترانه‌سرا        | آهنگساز         | تنظیم           |
| ------------ | --------------- | --------------- | --------------- |
| ترانه سکوت   | یغما گلرویی     | محمدرضا چراغعلی | محمدرضا چراغعلی |
| رهگذر        | فریبا وکیلی     | محمدرضا چراغعلی | محمدرضا چراغعلی |
| کسی نیست     | سعید امیراصلانی | محمدرضا چراغعلی | محمدرضا چراغعلی |
| حامی         | یغما گلرویی     | محمدرضا چراغعلی | محمدرضا چراغعلی |
| دیدار        | سعید امیراصلانی | محمدرضا چراغعلی | محمدرضا چراغعلی |
| آدمک         | فریبا وکیلی     | محمدرضا چراغعلی | محمدرضا چراغعلی |
| کیمیاگر      | سعید امیراصلانی | محمدرضا چراغعلی | محمدرضا چراغعلی |
| تک‌نوازی      | فریبا وکیلی     | محمدرضا چراغعلی | محمدرضا چراغعلی |
| مقصد         | سعید امیراصلانی | محمدرضا چراغعلی | محمدرضا چراغعلی |
| آدمک (رمیکس) | فریبا وکیلی     | محمدرضا چراغعلی | محمدرضا چراغعلی |

### دو نیمهٔ رؤیا (۱۳۸۱)
| نام ترانه              | ترانه‌سرا    | آهنگساز     | تنظیم              |
| ---------------------- | ----------- | ----------- | ------------------ |
| هم‌گریه                 | بابک صحرایی | بابک بیات   | بامداد بیات        |
| دو نیمهٔ رؤیا           | اهورا ایمان | بامداد بیات | بامداد بیات        |
| لیلای من کو            | آزیتا قاسمی | بابک بیات   | بامداد بیات        |
| سیاه و سپید            | اهورا ایمان | بابک بیات   | بامداد بیات        |
| دلم گرفت               | اهورا ایمان | بابک بیات   | بابک بیات          |
| شب عشق                 | اهورا ایمان | بابک بیات   | بامداد بیات        |
| لیلای من کو (با پیانو) | آزیتا قاسمی | بابک بیات   | پیانو: بامداد بیات |
| دلم گرفت (با گیتار)    | اهورا ایمان | بابک بیات   | گیتار: محسن مرشد   |

### بوی گندم (۱۳۸۷)
| نام ترانه       | ترانه‌سرا        | آهنگساز | تنظیم                          |
| --------------- | --------------- | ------- | ------------------------------ |
| بوی گندم        | شهیار قنبری     | واروژان | بازنویسی برای ارکستر:علی موثقی |
| شب شیشه‌ای       | ایرج جنتی عطایی | واروژان | بازنویسی برای ارکستر:علی موثقی |
| حرف             | شهیار قنبری     | واروژان | بازنویسی برای ارکستر:علی موثقی |
| اجازه           | رضا عطایی       | واروژان | بازنویسی برای ارکستر:علی موثقی |
| همسفر           | ایرج جنتی عطایی | واروژان | بازنویسی برای ارکستر:علی موثقی |
| پوست شیر        | ایرج جنتی عطایی | واروژان | بازنویسی برای ارکستر:علی موثقی |
| ماه پیشونی      | ایرج جنتی عطایی | واروژان | بازنویسی برای ارکستر:علی موثقی |
| خوابم یا بیدارم | ایرج جنتی عطایی | واروژان | بازنویسی برای ارکستر:علی موثقی |

### فقط نگاه می‌کنم (۱۳۸۶)
| نام ترانه                                                            | ترانه‌سرا      | آهنگساز            | تنظیم          |
| -------------------------------------------------------------------- | ------------- | ------------------ | -------------- |
| شب نقاشی                                                             | افشین یداللهی | فردین خلعتبری      | علی بیرنگ      |
| فقط نگاه می‌کنم                                                       | بابک صحرایی   | حامی               | رضا تاجبخش     |
| غزل                                                                  | رضا اشعاری    | ناصر چشم‌آذر        | رضا تاجبخش     |
| ماهی دلتنگ (ماهی تنگ بلور) (ساختهٔ دههٔ ۵۰) (بازخوانی آهنگ لیلا فروهر) | اردلان سرفراز | پرویز مقصدی        | علی موثقی      |
| گل مینا                                                              | بابک صحرایی   | بامداد بیات        | بامداد بیات    |
| خداحافظ                                                              | بابک صحرایی   | بامداد بیات        | بامداد بیات    |
| ستاره                                                                | داوود بصیری   | حامی               | بهرام دهقانیار |
| فقط نگاه می‌کنم ۲                                                     | حامی          | سیروان خسروی       | سیروان خسروی   |
| گل مینا ۲                                                            | بابک صحرایی   | بامداد بیات و حامی | بامداد بیات    |
| غزل (ریمیکس)                                                         | رضا اشعاری    | ناصر چشم‌آذر        | سیروان خسروی   |

### آخدا (۱۳۸۹)
| نام ترانه            | ترانه‌سرا      | آهنگساز         | تنظیم           |
| -------------------- | ------------- | --------------- | --------------- |
| سفر                  | حمیدرضا صمدی  | بابک زرین       | بابک زرین       |
| کوچ                  | بابک صحرایی   | بابک زرین       | بابک زرین       |
| یادِ من باش           | یغما گلرویی   | حامی            | رضا تاجبخش      |
| خاکسترِ شب            | بابک صحرایی   | حامی            | رضا تاجبخش      |
| پرستش                | افشین یداللهی | سعید شعبانی‌نژاد | سعید شعبانی‌نژاد |
| سوگند                | بابک صحرایی   | ستار اورکی      | ستار اورکی      |
| آخدا                 | علی رویین‌تن   | محمد فرشته‌نژاد  | محمد فرشته‌نژاد  |
| شب                   | علی رویین‌تن   | محمد فرشته‌نژاد  | محمد فرشته‌نژاد  |
| ماه دلگیر            | بابک صحرایی   | ستار اورکی      | ستار اورکی      |
| جدایی                | بابک صحرایی   | ستار اورکی      | ستار اورکی      |
| خاکسترِ شب (با گیتار) | بابک صحرایی   | حامی            | رضا تاجبخش      |
| سوگند (با پیانو)     | بابک صحرایی   | ستار اورکی      | ستار اورکی      |

### یه لحظه عاشق شو (۱۳۹۲)
| نام ترانه                        | ترانه‌سرا    | آهنگساز         | تنظیم          |
| -------------------------------- | ----------- | --------------- | -------------- |
| یک لحظه عاشق شو                  | مریم اسدی   | حامی            | مهران خلیلی    |
| گلایه‌ای نمی‌کنم                   | بابک صحرایی | حامی            | رضا تاجبخش     |
| تقویم                            | بابک صحرایی | رضا تاجبخش      | رضا تاجبخش     |
| دست خودم نیست                    | بابک صحرایی | حامی            | رضا تاجبخش     |
| خواب سیاه                        | پوریا ربیعی | علیرضا قرایی‌منش | رضا تاجبخش     |
| با من حرف بزن                    | بابک صحرایی | حامی            | نیکان ابراهیمی |
| تماشایی                          | بابک صحرایی | علی موثقی       | علی موثقی      |
| همچون سرو                        | بیژن بیرنگ  | علی بیرنگ       | علی بیرنگ      |
| دیوونگی                          | بابک صحرایی | حامی            | حامی           |
| پرواز ممنوع (به‌همراه نیما مسیحا) | بابک صحرایی | ستار اورکی      | ستار اورکی     |
| طلایه دار                        | بابک صحرایی | حامی            | رضا تاجبخش     |

### نارنج و ترنج (۱۴۰۰)
| نام ترانه             | ترانه‌سرا      | آهنگساز          | تنظیم      |
| --------------------- | ------------- | ---------------- | ---------- |
| وقتی با من مهربونی    | بابک صحرایی   | حامی             | رضا تاجبخش |
| یک سال دیگر           | سما صفایی     | حامی             | رضا تاجبخش |
| پشیمون نیستم          | حامد صوفی پور | علیرضا قرائی منش | رضا تاجبخش |
| اعتراف                | سما صفایی     | حامی             | رضا تاجبخش |
| نارنج و ترنج          | بابک صحرایی   | حامی             | رضا تاجبخش |
| قسم                   | یغما گلرویی   | حامی             | رضا تاجبخش |
| از تو هیچ وقت نمی‌رنجم | بابک صحرایی   | حامی             | رضا تاجبخش |
| شوق تنهایی            | بابک صحرایی   | حامی             | رضا تاجبخش |
| باغ پژمرده            | بابک صحرایی   | حامی             | رضا تاجبخش |
| رویای بی سر           | یغما گلرویی   | حامی             | رضا تاجبخش |

## آلبوم‌های مشترک

### قبیلهٔ عشق (۱۳۷۸)
| شماره | نام ترانه   | خواننده      | ترانه‌سرا      | آهنگساز       | تنظیم         |
| ----- | ----------- | ------------ | ------------- | ------------- | ------------- |
| ۱     | قبیله عشق   | حمید غلامعلی | پرویز صبری    | فریبرز لاچینی | فریبرز لاچینی |
| ۲     | گریه کن     | حمید غلامعلی | رضا اشعاری    | فریبرز لاچینی | فریبرز لاچینی |
| ۳     | با من بمان  | حمید غلامعلی | رضا اشعاری    | فریبرز لاچینی | فریبرز لاچینی |
| ۴     | عاشقانه     | حمید غلامعلی | رضا اشعاری    | فریبرز لاچینی | فریبرز لاچینی |
| ۵     | تک و تنها   | حامی         | پرویز صبری    | فریبرز لاچینی | فریبرز لاچینی |
| ۶     | تو کجایی    | حمید غلامعلی | رضا اشعاری    | فریبرز لاچینی | فریبرز لاچینی |
| ۷     | هوای ابری   | حمید غلامعلی | محمد صالح علا | فریبرز لاچینی | فریبرز لاچینی |
| ۸     | عزای بی کسی | حمید غلامعلی | پرویز صبری    | فریبرز لاچینی | فریبرز لاچینی |
| ۹     | آبی دریا    | حمید غلامعلی | پرویز صبری    | فریبرز لاچینی | فریبرز لاچینی |
| ۱۰    | هزاران گل   | حمید غلامعلی | محمد صالح علا | فریبرز لاچینی | فریبرز لاچینی |
| ۱۱    | دو پرنده    | حامی         | رضا اشعاری    | فریبرز لاچینی | فریبرز لاچینی |

### هشت (۱۳۸۸)
1. کاشکی از محسن چاوشی
2. زائر با صدای حمید حامی
3. کاسهٔ گندم از بابک جهانبخش
4. دلم گرفته از امین رستمی
5. دخیل از علیرضا شهاب
6. پرسه زنان از علی اصحابی
7. کبوتر از رضا یزدانی
8. پابند از رضا صادقی

## تک‌آهنگ‌ها
| نام ترانه                            | ترانه‌سرا        | آهنگساز         | تنظیم            |
| ------------------------------------ | --------------- | --------------- | ---------------- |
| پل                                   | ایرج جنتی عطایی | واروژان         | علی موثقی        |
| باور کن                              | ایرج جنتی عطایی | واروژان         | علی موثقی        |
| آبی شو                               | بابک صحرایی     | ناصر چشم‌آذر     | ناصر چشم‌آذر      |
| زمستون                               | بابک صحرایی     | حامی            | رضا تاجبخش       |
| حامی (ریمیکس)                        | یغما گلرویی     | محمدرضا چراغعلی | سپند الهی        |
| اسم من                               | بابک صحرایی     | سپند الهی       | سپند الهی        |
| مسلک (به‌همراه بابک امینی)            | سعید امیراصلانی | بابک امینی      | گیتار:بابک امینی |
| نارنج و ترنج (ورژن پیانو و آکاردئون) | بابک صحرایی     | حامی            | رضا تاجبخش       |
| چهار فصل                             | علی توده فلاح   | حامی            | رضا تاجبخش       |
| ابر شب                               | حسن علیشیری     | حامی            | عادل فلاح        |
| با آمدنت در باد                      | ماهان حیدری     | مدیا هاشمی      | حمیدرضا آداب     |
| جهان که میرقصه                       | ماهان حیدری     | مدیا هاشمی      | حمیدرضا آداب     |
| ایل                                  | علی معلم        | فرهاد برنجان    | فرهاد برنجان     |
| هم قدم                               | ساعد باقری      | محمدرضا عقیلی   | محمدرضا عقیلی    |

## موسیقی متن فیلم
- سام و نرگس
- گل یخ
- فالگیر
- به خاطر سوگند
- هدف اصلی
- پاتو زمین نذار
- شبکه (فیلم ۱۳۸۹)